# دیمتریوس سوم
دیمتریوس سوم اوکائروس (به یونانی: Δημήτριος Γ' Εύκαιρος) (مرگ ۸۸ (پیش از میلاد)) پادشاه سلوکی و پسر آنتیوخوس هشتم بود. لقب او به معنای خوش‌زمان می‌باشد. لقب دیگر او فیلوپاتر به معنای پدردوست است.
او در نزدیک به ۹۵ با پشتیبانی بطلمیوس نهم پادشاه مصر باستان توانست بر بخشی از سرزمین‌های پدرش در سوریه چیره‌شود. او پایتخت خود را در دمشق قرار داد و از آنجا کوشید تا دامنهٔ چیرگیش را افزایش دهد. وی در جنوب الکساندر یانئوس پادشاه مکابی را شکست‌داد، ولی دشمنیش با یهود سبب شد تا پیروزیش دیری نپاید و پس نشیند. او زمانی که می‌کوشید تا برادرش فیلیپ یکم را کنار بزند از عربها و اشکانیان شکست خورد. سپس به بند اشکانیان افتاد و تا زمان مرگش در سال ۸۸ پیش از زایش مسیح در زندان مهرداد دوم بود.